# スリペカン
スリペカンは、アメリカ合衆国で生産され、イギリスで調教された競走馬、アイルランドおよびトルコで供用された種牡馬。主な勝ち鞍に、1994年のシャンペンステークス、リッチモンドステークス、コヴェントリーステークス。
馬主のアフマド・シャー殿下（H.R.H. Sultan Ahmad Shah）はマレーシアのパハン州のスルタン（州の世襲制の首長）（在位1974年 - 2019年）で、1979年から1984年までマレーシアの名目上の国家元首である国王（アゴン）を務め、馬主としては本馬のほかに2012年のジャパンカップに出走したスリプトラを所有していたことで知られる。
馬名のうち、「Sri」は「スリランカ」の「スリ」と同じくサンスクリット語のŚrī（吉祥）に由来するマレーシア語の語彙、「Pekan」はパハン州のスルタン宮殿所在地であるプカン（またはペカン）の地名である。

## 経歴
- 特記事項なき場合、本節の出典はRacing Post[7]

1994年4月8日、リングフィールド競馬場の条件ステークスでデビューし、2着。2戦目、ニューマーケット競馬場のメイドン競走で初勝利を挙げ、ケンプトンパーク競馬場の条件ステークス1着を経て出走の、アスコット競馬場の重賞コヴェントリーステークスで重賞初制覇。続くグッドウッド競馬場のリッチモンドステークス、ドンカスター競馬場のシャンペンステークスをも制して重賞3連勝を記録したが、シャンペンステークス1着が最後のレースとなった。

## 競走成績
以下の内容は、Racing Postに基づく。
| 出走日     | 競馬場           | 競走名          | 格 | 距離（馬場） | 頭数 | 枠番 (Draw) | 馬番 (horse No.) | 着順 | 騎手        | 斤量（st./lb./kg換算） | タイム  | 着差          | 勝ち馬/（2着）馬 |
| ---------- | ---------------- | --------------- | -- | ------------ | ---- | ----------- | ---------------- | ---- | ----------- | ---------------------- | ------- | ------------- | ---------------- |
| 1994.04.08 | リングフィールド | 条件S           |    | 芝5f (Hy)    | 04   | 04          | 0                | 02着 | T. クイン   | 8-8（120/54.5）        |         | （1馬身 1/2） | Princely Hush    |
| 0000.04.30 | ニューマーケット | メイドン        |    | 芝5f (GF)    | 07   | 04          | 0                | 01着 | T. クイン   | 9-0（126/57)           | 0:58.3  | 2馬身         | （Subzero）      |
| 0000.05.28 | ケンプトン       | 条件S           |    | 芝6f (Sft)   | 06   | 07          | 0                | 01着 | T. クイン   | 9-0（126/57)           | 1:16.40 | 3馬身         | （Shandine）     |
| 0000.06.14 | アスコット       | コヴェントリーS | G3 | 芝6f (GF)    | 16   | 03          | 0                | 01着 | T. クイン   | 8-13（125/56.5）       | 1:15.24 | クビ          | （Moon King）    |
| 0000.07.28 | グッドウッド     | リッチモンドS   | G2 | 芝6f (GF)    | 06   | 01          | 0                | 01着 | T. クイン   | 8-11（123/55.5）       | 1:11.51 | 3/4馬身       | （Fallow）       |
| 0000.09.09 | ドンカスター     | シャンペンS     | G2 | 芝7f (Gd)    | 07   | 03          | 0                | 01着 | M. キネーン | 9-0（126/57)           | 1:27.22 | 6馬身         | （Pipe Major）   |

- Draw：枠番、Horse No.：馬番
- 馬場状態： Fm=Firm, GF=Good to Firm, Gd=Good, GS=Good to Soft, Y=Yielding, YSft=Yielding to Soft, Sft=Soft, Hy=Heavy
- 着差：dht=dead heat（同着）, nse=nose（ハナ）, shd=short head（短頭）, hd=head（アタマ）, nk=neck（クビ）, l=length（馬身）, dist=distance（大差）

## 引退後
1996年よりアイルランドで種牡馬入りし、デルマーオークスなどを制したアモラマといったG1馬を輩出した後、2002年にトルコジョッキークラブに購買され、トルコに輸出された。トルコでもガジ賞（ガジダービー）勝ち馬ミラミスなど多数の活躍馬を送り出す成功を収め、2015年8月18日に23歳で死亡した。
産駒は日本にも競走馬として数頭輸入されたが、目立った成績を残していない。その他、2004年のイタリア1000ギニーを制したルンバロッカが吉田照哉に購買され、日本に輸入されて繁殖牝馬となっている。

### 主な産駒
- 1998年産
  - Mary Ellen / メアリーエレン（2001年ディシ・タイ・デネメ（トルコ1000ギニー））[10]
- 2001年産
  - Amorama / アモラマ（2004年デルマーオークス、2005年ジョン・C・マビーハンデキャップ）[11]
  - Rumba Loca / ルンバロッカ（2004年イタリア1000ギニー）[9]
- 2002年産
  - De Sica / ドゥシカ（2005年デルビーイタリアーノ）[12]
  - Sunny Sing / サニーシング（2006年香港クラシックマイル）[13]
- 2005年産
  - Berraksu / ベッラクスゥ（2008年ディシ・タイ・デネメ（トルコ1000ギニー））[14]
- 2006年産
  - Miramis / ミラミス（2009年ガジ賞（ガジダービー）、トルコジョッキークラブ賞、トルコ大統領賞）[15]
- 2007年産
  - Astrakhan / アストラハン（2011年ハリチ賞）[16]
- 2008年産
  - White Ram / ホワイトラム（2013年ハリチ賞、ファーティフ・スルタン・メフメト賞、バイアリーターク賞）[17]
- 2009年産
  - Astorya / アストリヤ（2013年スラト賞、2014年ヤヴズ・スルタン・セリム賞）[18]
- 2010年産
  - Village Wind / ヴィレッジウインド （2014年トルコ首相賞、トルコジョッキークラブ賞）[19]

## 血統表
| スリペカンの血統            | スリペカンの血統                   | スリペカンの血統   | （血統表の出典）   | （血統表の出典） |
| 父系                        | ロベルト系                         | ロベルト系         | ロベルト系         | [ § 2 ]          |
| 父 Red Ransom 1987 鹿毛     | 父の父Roberto 1969 鹿毛            | Hail to Reason     | Turn-to            | Turn-to          |
| 父 Red Ransom 1987 鹿毛     | 父の父Roberto 1969 鹿毛            | Hail to Reason     | Nothirdchance      |                  |
| 父 Red Ransom 1987 鹿毛     | 父の父Roberto 1969 鹿毛            | Bramalea           | Nashua             | Nashua           |
| 父 Red Ransom 1987 鹿毛     | 父の父Roberto 1969 鹿毛            | Bramalea           | Rarelea            |                  |
| 父 Red Ransom 1987 鹿毛     | 父の母*アラビアII Arabia 1977 鹿毛 | Damascus           | Sword Dancer       | Sword Dancer     |
| 父 Red Ransom 1987 鹿毛     | 父の母*アラビアII Arabia 1977 鹿毛 | Damascus           | Kerala             |                  |
| 父 Red Ransom 1987 鹿毛     | 父の母*アラビアII Arabia 1977 鹿毛 | Christmas Wind     | Nearctic           | Nearctic         |
| 父 Red Ransom 1987 鹿毛     | 父の母*アラビアII Arabia 1977 鹿毛 | Christmas Wind     | Bally Free         |                  |
| 母 Lady Godolphin 1978 鹿毛 | 母の父Son Ange 1968 栗毛           | Raise a Native     | Native Dancer      | Native Dancer    |
| 母 Lady Godolphin 1978 鹿毛 | 母の父Son Ange 1968 栗毛           | Raise a Native     | Raise You          |                  |
| 母 Lady Godolphin 1978 鹿毛 | 母の父Son Ange 1968 栗毛           | Mon Ange           | Tom Fool           | Tom Fool         |
| 母 Lady Godolphin 1978 鹿毛 | 母の父Son Ange 1968 栗毛           | Mon Ange           | Two Lea            |                  |
| 母 Lady Godolphin 1978 鹿毛 | 母の母Flying Needles 1966 黒鹿毛   | Needles            | Ponder             | Ponder           |
| 母 Lady Godolphin 1978 鹿毛 | 母の母Flying Needles 1966 黒鹿毛   | Needles            | Noodle Soup        |                  |
| 母 Lady Godolphin 1978 鹿毛 | 母の母Flying Needles 1966 黒鹿毛   | Dorrine B.         | Crafty Admiral     | Crafty Admiral   |
| 母 Lady Godolphin 1978 鹿毛 | 母の母Flying Needles 1966 黒鹿毛   | Dorrine B.         | Tuonine            |                  |
| 母系(F-No.)                 | (FN:21-a)                          | (FN:21-a)          | (FN:21-a)          | [ § 3 ]          |
| 5代内の近親交配             | Bull Lea 5×5=6.25%                 | Bull Lea 5×5=6.25% | Bull Lea 5×5=6.25% | [ § 4 ]          |
| 出典                        | 1. 2. 3. 4.                        | 1. 2. 3. 4.        | 1. 2. 3. 4.        | 1. 2. 3. 4.      |